# 792 (szám)
A 792 (római számmal: DCCXCII) egy természetes szám, binomiális együttható.

## A szám a matematikában
A tízes számrendszerbeli 792-es a kettes számrendszerben 1100011000, a nyolcas számrendszerben 1430, a tizenhatos számrendszerben 318 alakban írható fel.
A 792 páros szám, összetett szám, kanonikus alakban a 23 · 32 · 111 szorzattal, normálalakban a 7,92 · 102 szorzattal írható fel. Huszonnégy osztója van a természetes számok halmazán, ezek növekvő sorrendben: 1, 2, 3, 4, 6, 8, 9, 11, 12, 18, 22, 24, 33, 36, 44, 66, 72, 88, 99, 132, 198, 264, 396 és 792.
A {\displaystyle _{12 \choose 5}}, illetve {\displaystyle _{12 \choose 7}} binomiális együttható értéke 792.
Érinthetetlen szám: nem áll elő pozitív egész számok valódiosztóösszeg-függvényeként.
A 792 négyzete 627 264, köbe 496 793 088, négyzetgyöke 28,14249, köbgyöke 9,25213, reciproka 0,0012626. A 792 egység sugarú kör kerülete 4976,28276 egység, területe 1 970 607,974 területegység; a 792 egység sugarú gömb térfogata 2 080 962 020,8 térfogategység.